# Sonorama 2015

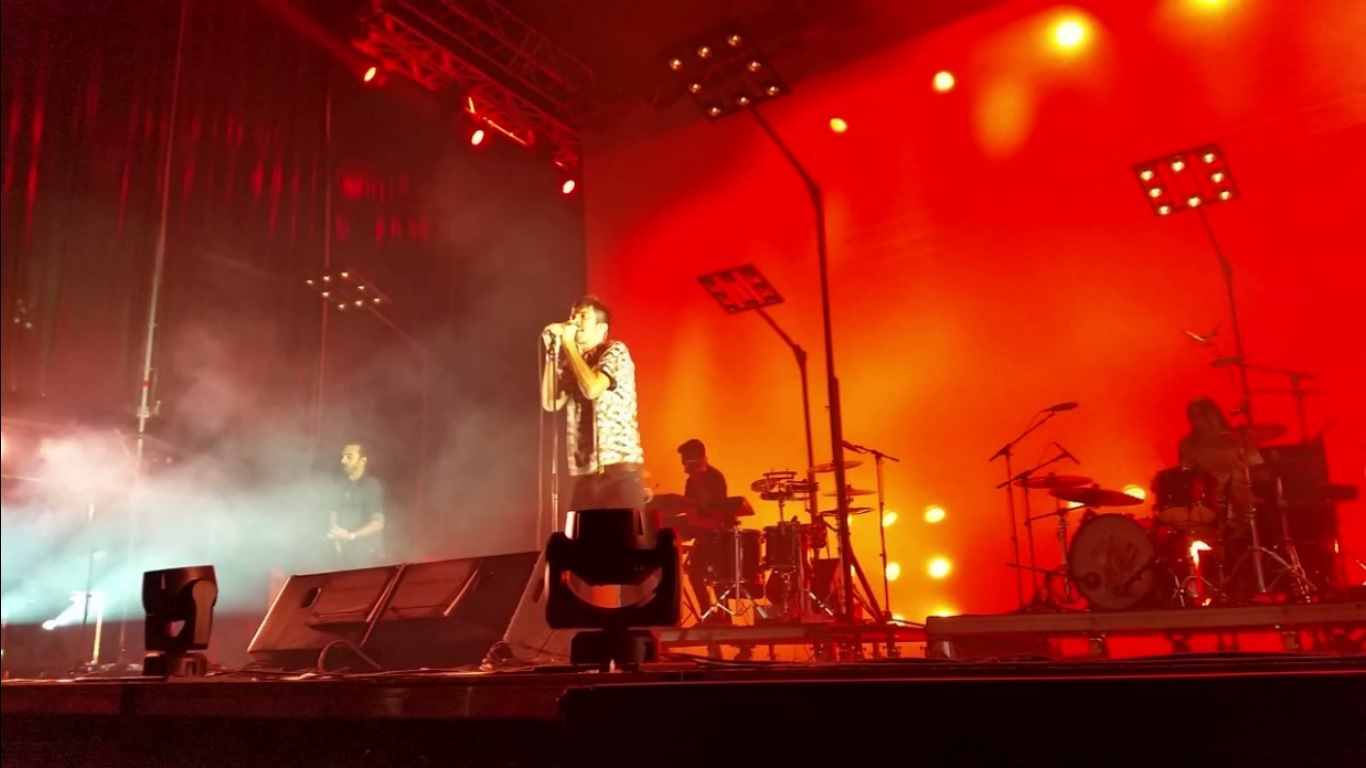
Concierto de Vetusta Morla, durante el Sonorama 2015, en el Escenario Principal.

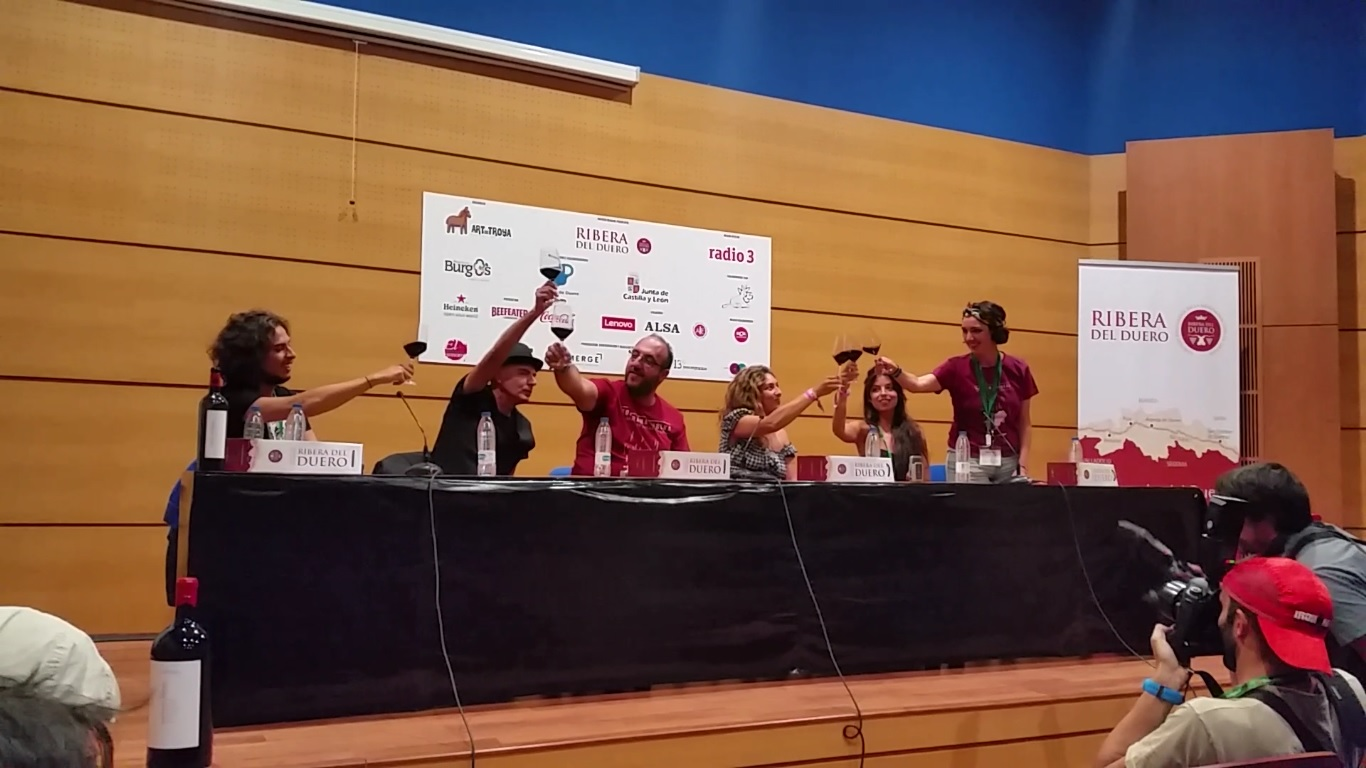
Rueda de Prensa de José Enrique Morente, Antonio Arias, Estrella Morente y Soleá Morente antes de su concierto en Sonorama 2015.

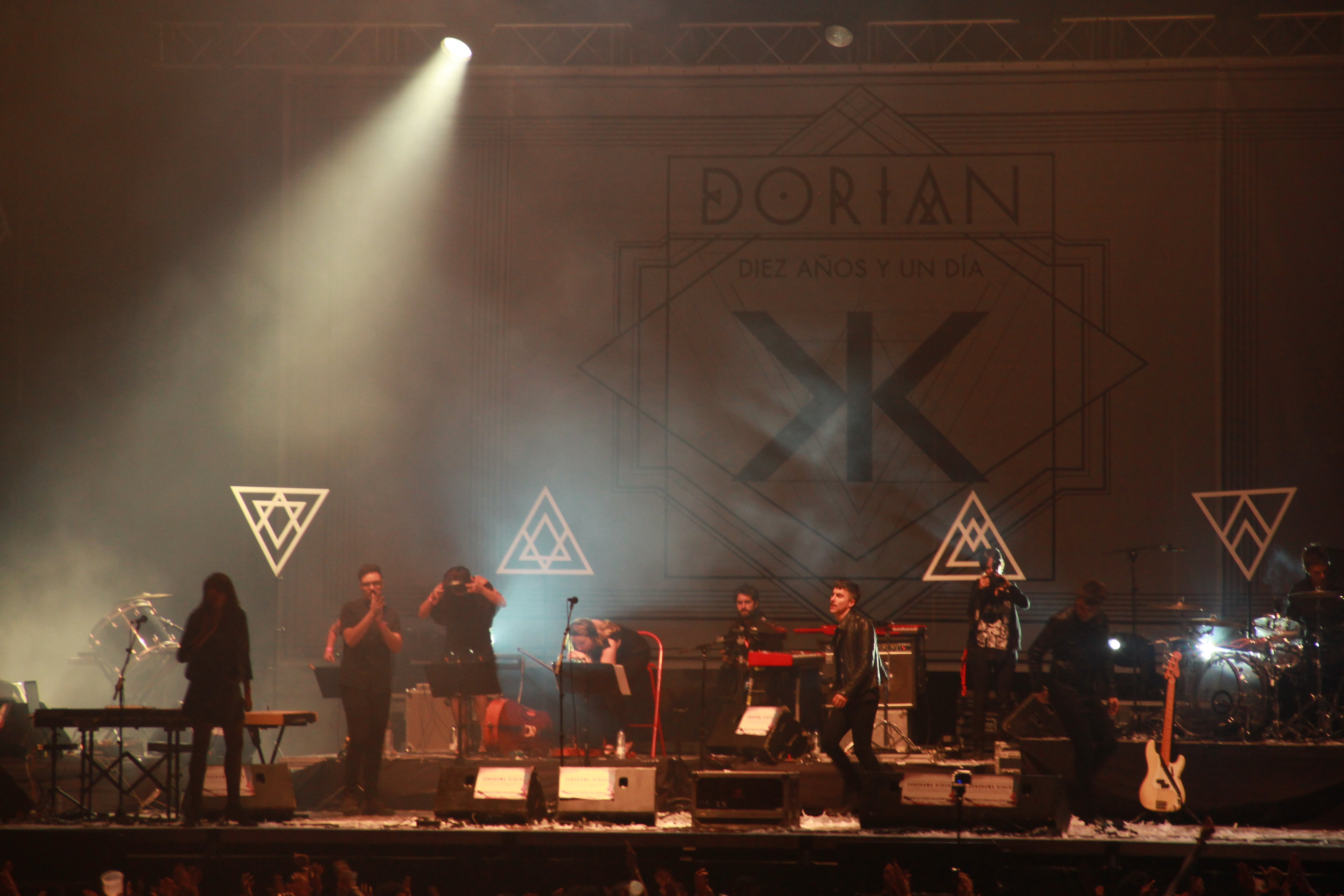
Dorian en su concierto durante el Sonorama 2015, en el escenario Ribera del Duero.

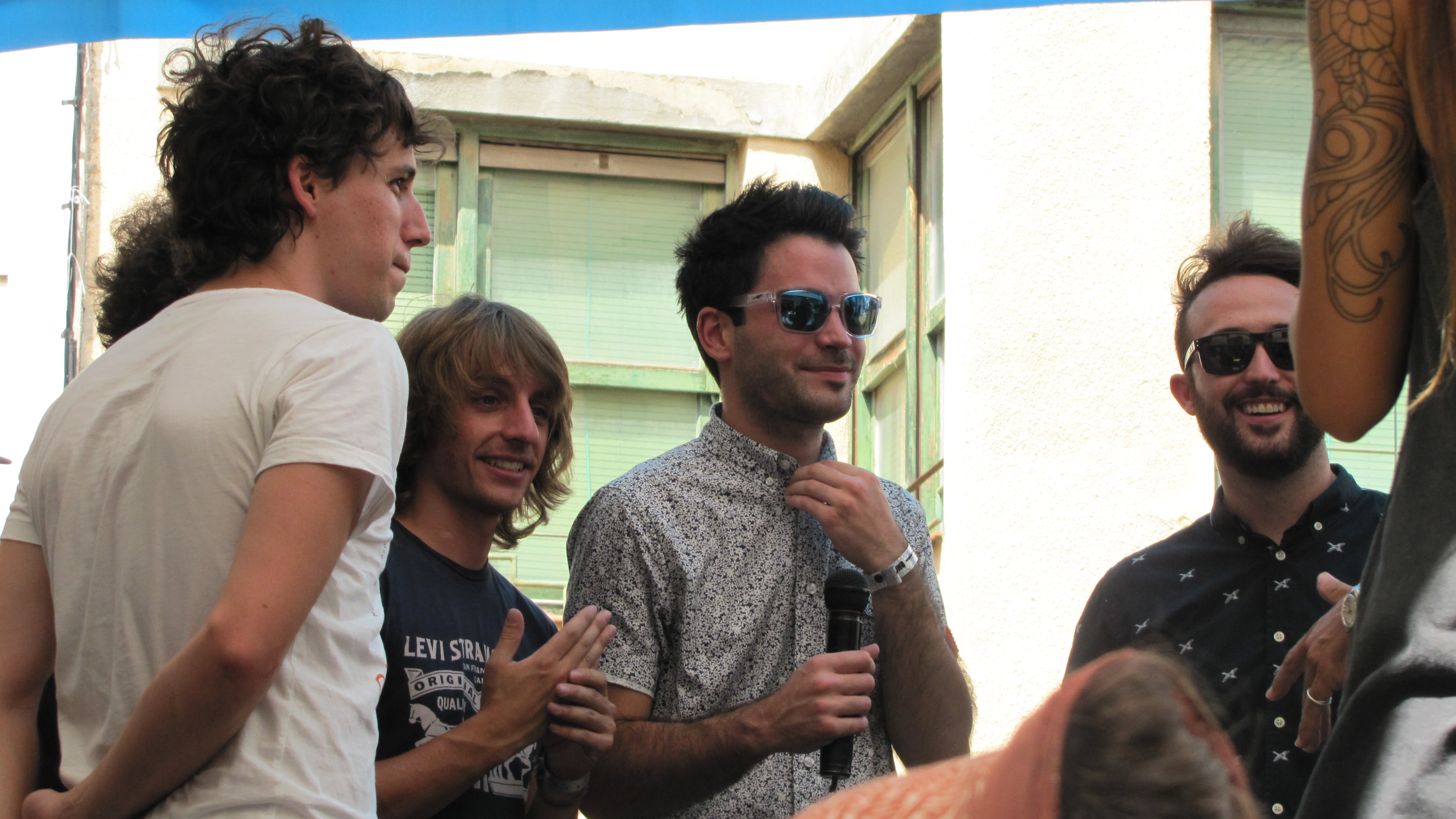
Supersubmarina tras su concierto sorpresa en el escenario Plaza del Trigo en Sonorama 2013.

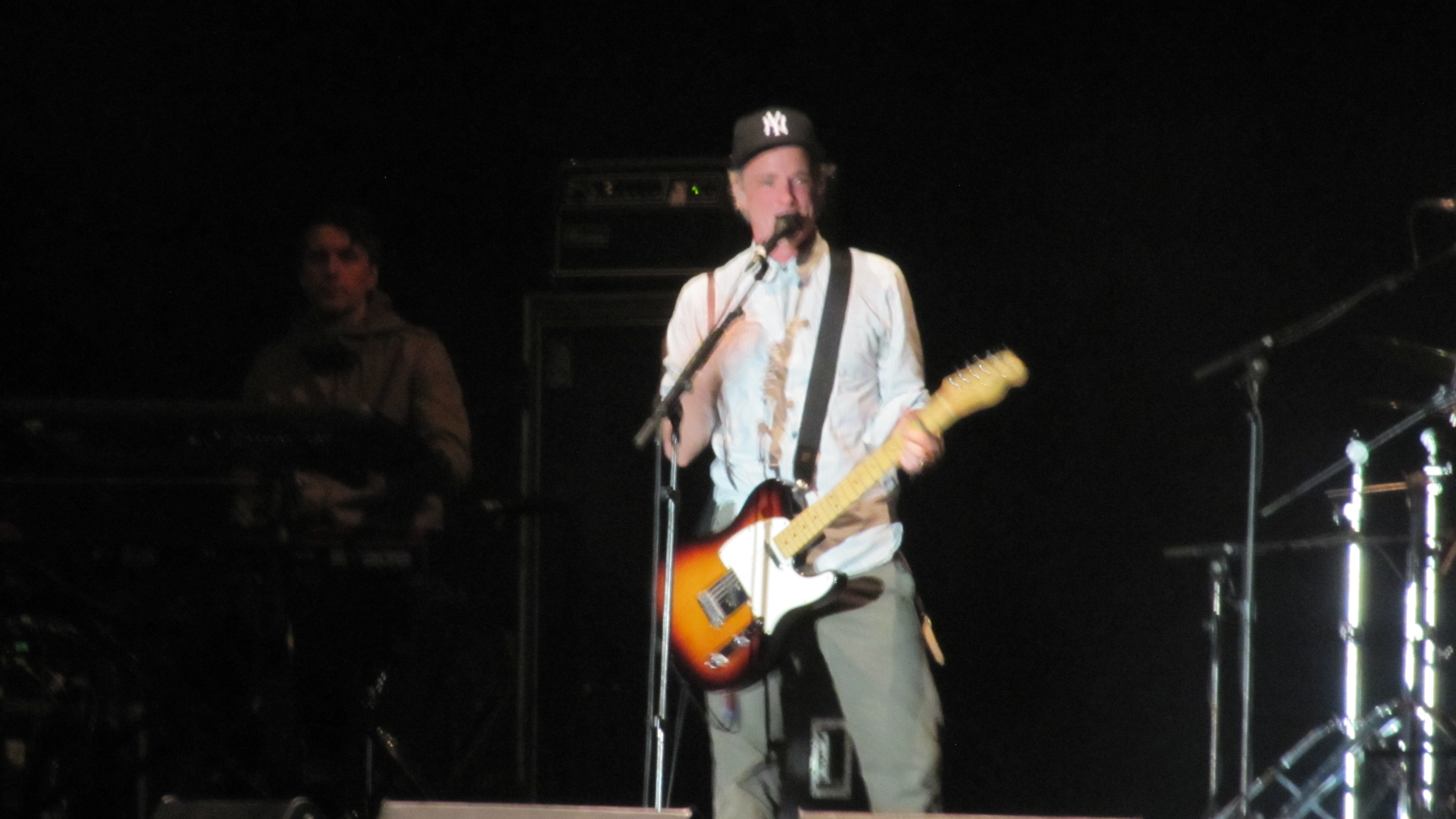
Travis en su concierto durante el Sonorama 2013, en el Escenario Principal.

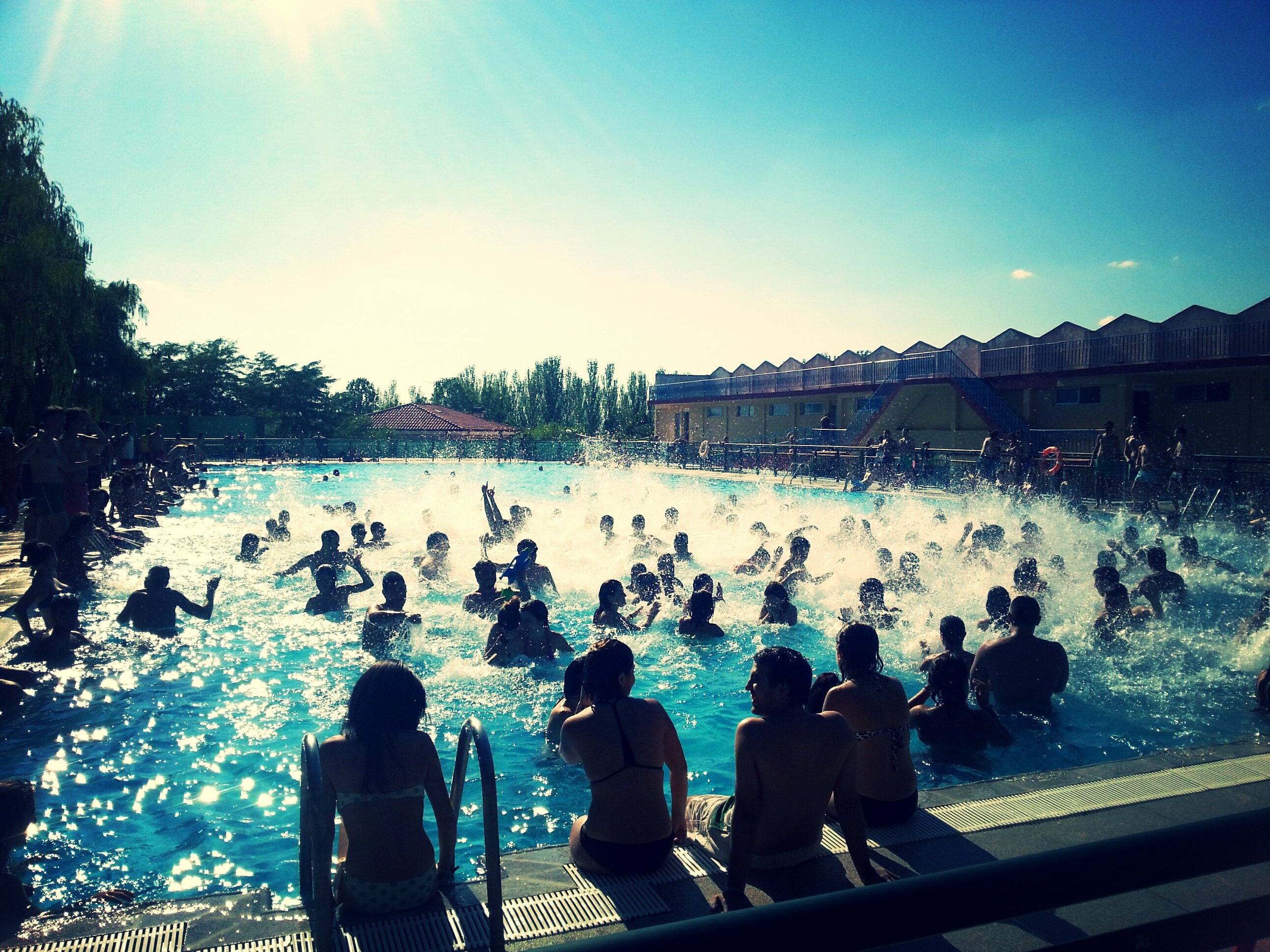
Fiesta en la piscina durante el festival en 2013.

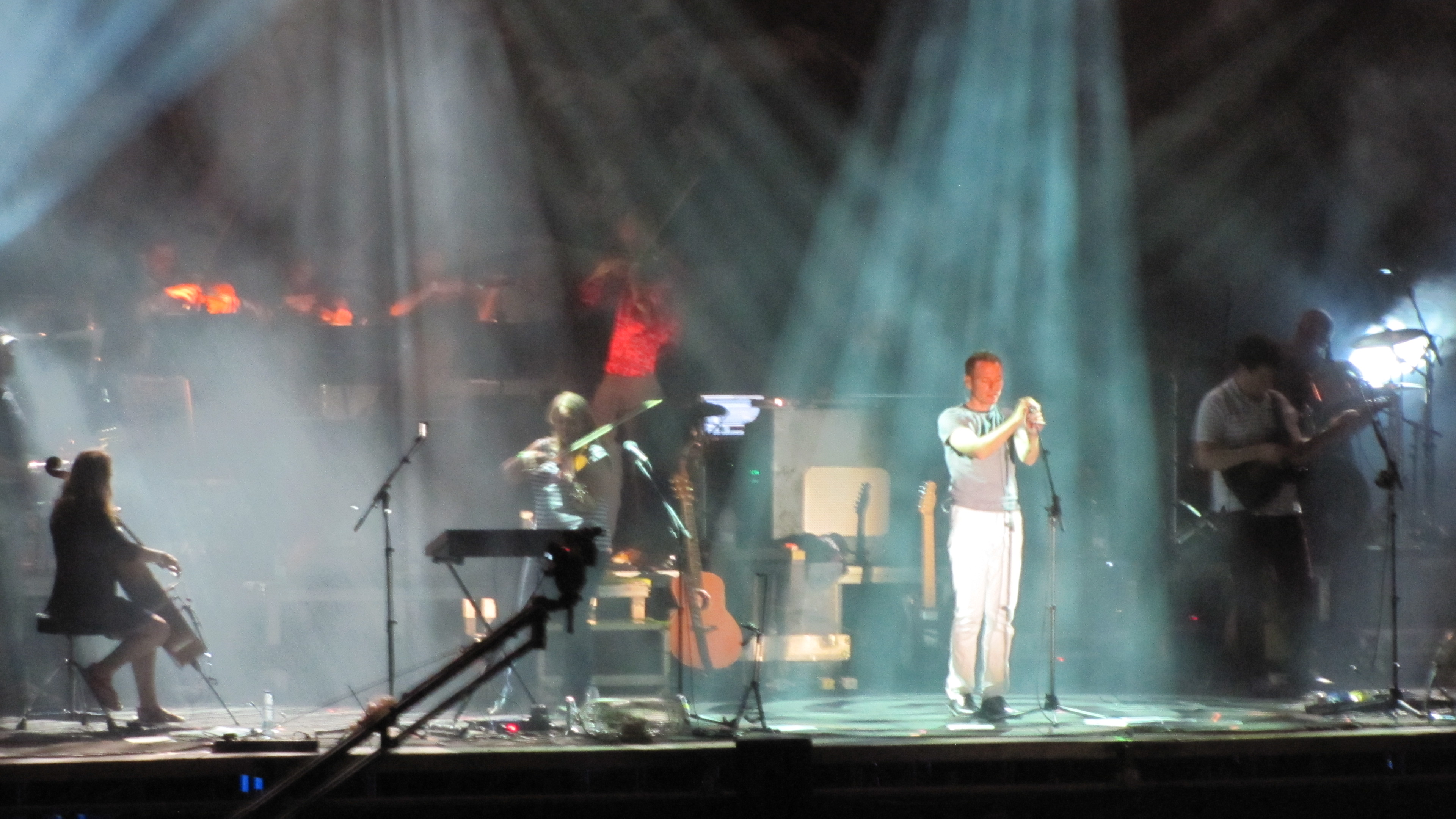
Belle and Sebastian en su concierto durante el Sonorama 2013, en el Escenario Principal.

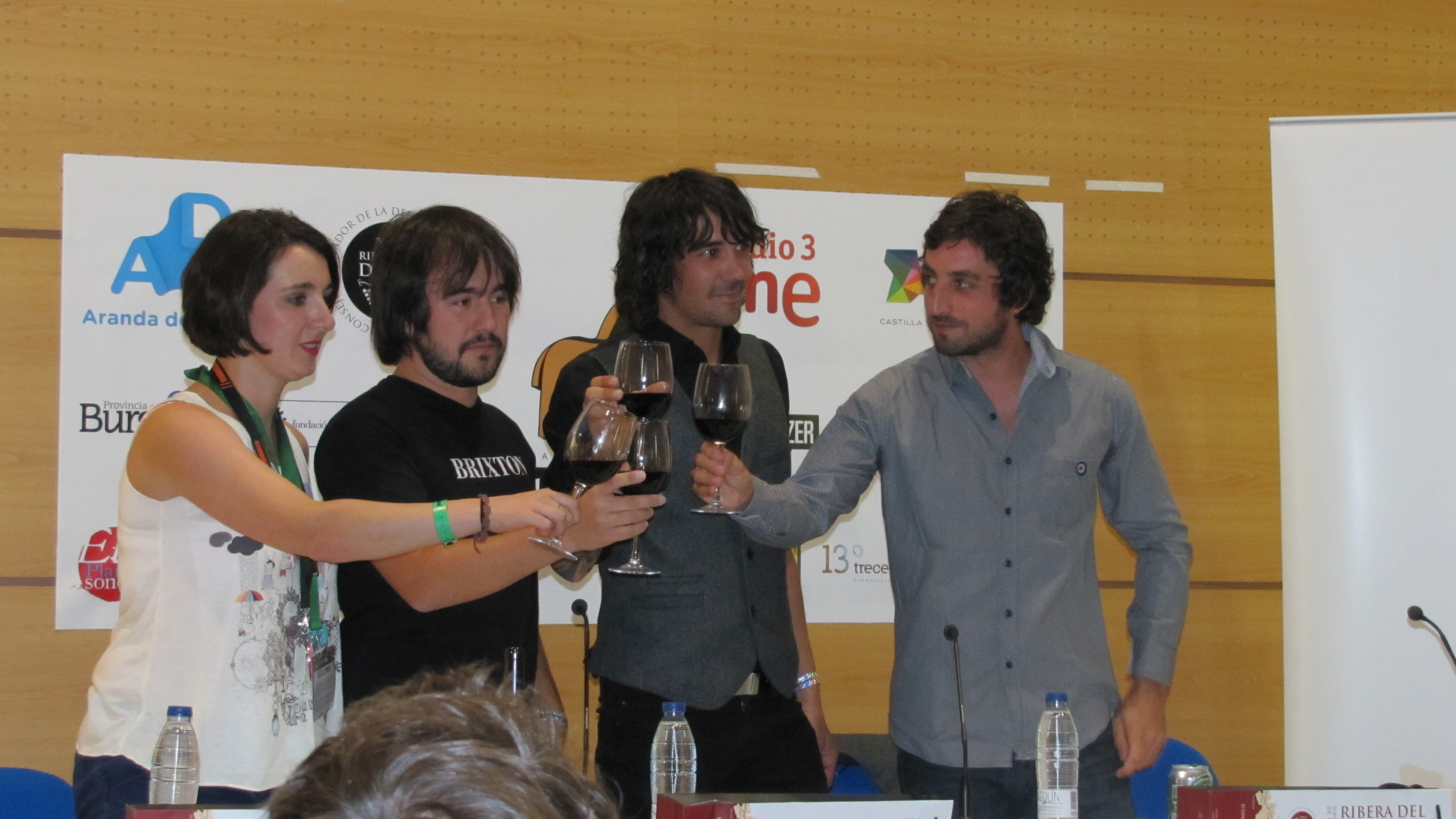
Rueda de Prensa de Lori Meyers antes de su concierto en Sonorama 2013.

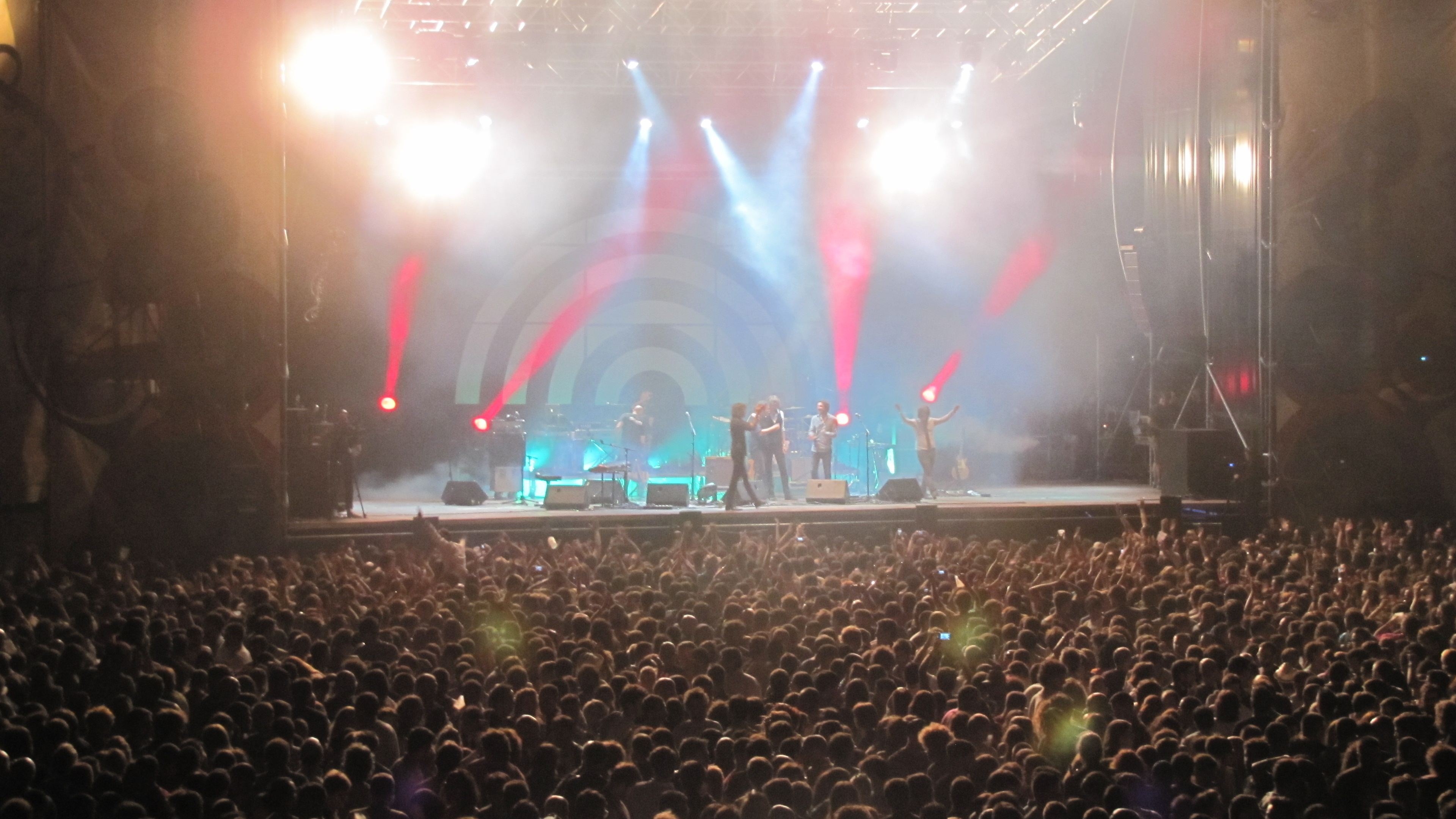
Lori Meyers durante su concierto en el escenario principal, en Sonorama 2013.

Sonorama 2015, o Sonorama Ribera 2015, fue la XVIII edición del Festival Sonorama, llevada a cabo en la ciudad de Aranda de Duero (Provincia de Burgos, España), a mediados de agosto de 2015, y organizada por la Asociación Cultural, y sin ánimo de lucro, "Art de Troya". Más de 45.000 personas asistieron al festival, durante los 4 días de duración.
Como sorpresa, cabe destacar que el sábado día 15 en el escenario de la Plaza del Trigo, Ángel Carmona (Radio 3) junto con varios artistas versionaron grandes temas del indie nacional, con Xoel López la canción "Turnedo"; con Pucho, de Vetusta Morla, versionó "Ser Brigada"; Zahara la canción "Que no"; John Franks "On my mind"; Ángel Stanich "Mi realidad"; y Marc Ros, de Sidonie, "Club de fans de John Boy". Como curiosidad esa misma mañana en el escenario, delante del público, hubo una petición de matrimonio con respuesta afirmativa ante los aplausos de los asistentes.
- Lugar: Recinto Ferial y Centro histórico.
- Fecha: mediados de agosto
- Características:

Entre las bandas asistentes destacaron:
Cartel Internacional:
- Anna Calvi (Inglaterra)
- Calexico (Estados Unidos)
- Clap Your Hands Say Yeah (Estados Unidos)
- The Royal Concept (Suecia)
- Monarchy (Inglaterra)
- 2ManyDJs (Bélgica)

Cartel Nacional :
- Vetusta Morla
- Supersubmarina
- Vive Morente (Estrella Morente + Soleá Morente + Los Evangelistas: Jota (Los Planetas) + Eric Jiménez + Florent Muñoz + Antonio Arias (Lagartija Nick))
- Australian Blonde (única actuación en festivales 2015)
- Carlos Jean
- Sidonie
- Xoél López
- Dorian
- Toreros Muertos
- Mi Capitán
- Arizona Baby (banda)
- Toundra
- Bigott
- Grupo de Expertos Solynieve
- Marlango
- Lichis
- Eme Dj
- Dinero
- Jero Romero
- Miguel Campello
- Joe Crepúsculo
- Sexy Zebras
- Fetén Fetén con Mastretta
- La Habitación Roja
- Acróbata
- Rufus T. Firefly
- La M.O.D.A.
- Ángel Stanich
- Aloha Carmouna
- Analogic
- Ángel Pop
- Ara Musa
- Bambinika
- Belize
- Bizgana
- Blusa (banda)
- Blutaski Dj
- Bye Bye Lullabye
- Canciller Polaco
- Casual Groupies
- Charanga Los Sobrinos de la Tía Damiana
- Chema Rey Dj
- Club del Río
- Con X de Banjo
- Corbat and Bola
- Correos
- Corrientes Circulares Dj Set
- The New Technocrats
- Digital XXI
- Dj Filo
- Dj La Fábrica de Colores
- Dj Ziry
- Don Gonzalo
- Durango 14
- El Cantaitor
- Eladio y los Seres Queridos
- Estereoclub Estéreo
- Estrogenuinas
- Fast Forward (banda)
- Full
- Jacobo Serra
- Julian Maeso
- Kube